# مونتين
مونتين (بالإنجليزية: Montaigne)‏ هي مغنية أسترالية ولدت في 14 أغسطس 1995 في سيدني.

## وصلات خارجية
- مونتين على موقع IMDb (الإنجليزية)
- مونتين على موقع ميوزك برينز (الإنجليزية)
- مونتين على موقع أول ميوزيك (الإنجليزية)
- مونتين على موقع ديسكوغز (الإنجليزية)
- مونتين على موقع قاعدة بيانات الفيلم (الإنجليزية)